# Ignacy Chmielewski
Ignacy Chmielewski, (ur. 21 lipca 1788 w Faszczówce (powiat Skałat), zm. 24 października 1869 w Starej Wsi) – polski pedagog, wykładowca w Akademii Połockiej w latach 1813–1814, ksiądz katolicki.
Jezuita (do zakonu wstąpił w Dyneburgu 22 lipca 1805 roku), absolwent teologii w Akademii Połockiej (święcenia 1815, Połock), profesor języka rosyjskiego w Romanowie w latach 1817–1820. Pracował w Mościskach, Lisku, Tuchowie, Starej Wsi i Milatynie. Po wypędzeniu jezuitów z Rosji przebywał w Milatynie i Nahorcach. Kapelan w Lackiem pod Złoczowem 1855–1857.